# Hermann Zabel
Pour les articles homonymes, voir Zabel.
Hermann Zabel est un botaniste allemand, né le 22 septembre 1832 à Katzow, arrondissement de Greifswald (de) et mort le 26 avril 1912 à Gotha.

## Biographie
Forestier de formation, il est assistant au jardin botanique et au muséum de Greifswald de 1854 à 1860. Il dirige l’arboretum de Hannoversch Münden de 1869 à 895. Il se spécialise notamment sur le dendrologie.